# Kriegerdenkmal (Winterbach)

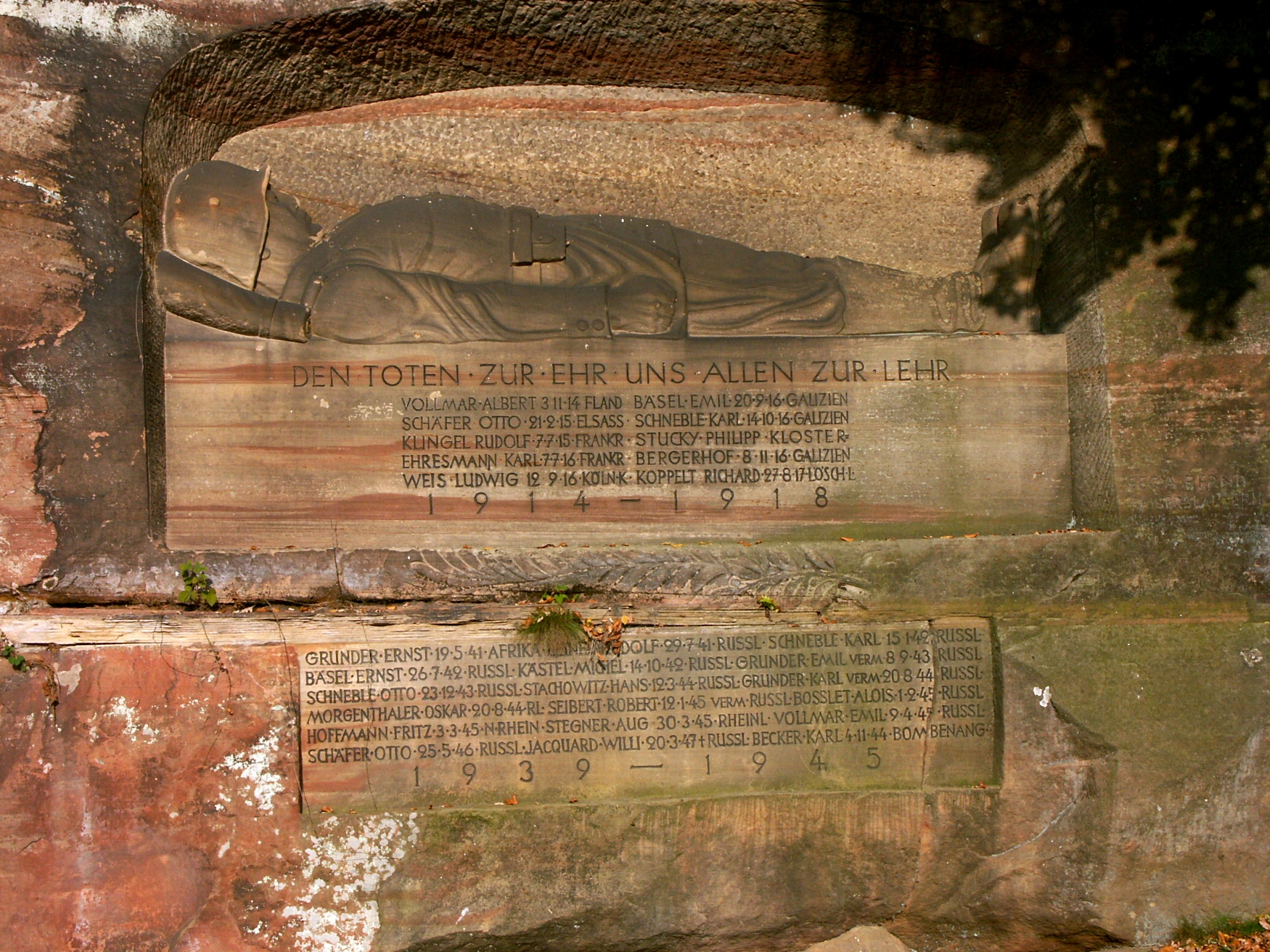
„Soldat im Fels“ von Winterbach

Das Kriegerdenkmal von Winterbach (Pfalz) befindet sich innerorts an der Landstuhler Straße. Es wurde während des Ersten Weltkriegs errichtet und gilt als Kulturdenkmal.
Aus einem schroffen Sandsteinabbruch herausgehauen und dadurch gleichsam in einer Grotte ruhend, liegt ein überlebensgroßer Soldat des Ersten Weltkrieges wie aufgebahrt vor dem Betrachter. Vor dem Denkmal befindet sich ein kleines Wasserbecken. Eine Tafel erinnert zudem an die Gefallenen des Zweiten Weltkriegs.
Koordinaten: 49° 18′ 12,5″ N, 7° 28′ 17,9″ O